# Grațian Sepi
Grațian Sepi (Valkány, 1910. december 30. – 1977. március 6.), román válogatott labdarúgó.
A román válogatott tagjaként részt vett az 1934-es világbajnokságon.

## Sikerei, díjai
Venus București
- Román bajnok (1): 1936–37

Ripensia Timișoara
- Román bajnok (1): 1937–38

Románia
- Balkán-bajnokság győztes (2): 1929–31, 1933